# La Fortuna (sèrie de televisió)
La Fortuna és una sèrie de televisió coproduïda entre Espanya i els Estats Units d'aventures, escrita i dirigida per Alejandro Amenábar per a Movistar+. Està basada en la novel·la gràfica El tesoro del Cisne Negro, de Paco Roca i Guillermo Corral, un treball que explica en clau d'aventura la lluita real d'Espanya per recuperar el tresor de la fragata Nuestra Señora de las Mercedes, enfonsada a principis del segle xix i localitzada per una empresa estatunidenca.
Protagonitzada per Álvaro Mel, Ana María Polvorosa, Stanley Tucci i Clarke Peters, la sèrie es va estrenar el 30 de setembre de 2021.

## Sinopsi
A principis del segle xix, la fragata espanyola Nuestra Señora de las Mercedes es va enfonsar al mar amb més de 500.000 monedes d'or i de plata a bord. Dos segles més tard, una empresa nord-americana de caçatresors va descobrir les restes a l'estret de Gibraltar. La troballa enfrontarà Frank Wild (Stanley Tucci), un aventurer que recorre el món saquejant el patrimoni de les profunditats del mar, amb el govern espanyol, representat per Álex Ventura (Álvaro Mel), un jove i inexpert diplomàtic espanyol, Lucía (Ana Polvorosa), una funcionària de l'estat, i Jonas Pierce (Clarke Peters), un advocat nord-americà apassionat per les històries de pirates.

## Producció i rodatge
La sèrie és una coproducció original de Movistar+, que l'emet a Espanya, en associació amb AMC Studios i MOD Pictures, que s'encarregaran de l'emissió als Estats Units, Canadà, Carib i Llatinoamèrica. Constarà de sis episodis de 45 minuts de duració. Beta Film serà l'encarregada de la distribució internacional.
La Fortuna va iniciar el seu rodatge l'agost de 2020 en localitzacions de la Comunitat de Madrid, Cadis, Guadalajara, Galícia i Saragossa. Algunes escenes es van rodar al Palau de la Moncloa.

## Repartiment
- Álvaro Mel en el paper d'Álex Ventura.[10]
- Ana Polvorosa en el paper de Lucía Vallarta.[10]
- Clarke Peters en el paper de Jonas Pierce.[10]
- Stanley Tucci en el paper de Frank Wild.[10]
- Karra Elejalde en el paper d'Enrique Moliner.[11]
- T'Nia Miller en el paper de Susan McLean.[12]
- Blanca Portillo en el paper de Zeta.[13]

## Capítols
| Núm. | Títol        | Direcció           | Guió                                     | Data d'emissió original |
| ---- | ------------ | ------------------ | ---------------------------------------- | ----------------------- |
| 1    | «Episodio 1» | Alejandro Amenábar | Alejandro Amenábar i Alejandro Hernández | 30 de setembre de 2021  |
| 2    | «Episodio 2» | Alejandro Amenábar | Alejandro Amenábar i Alejandro Hernández | 30 de setembre de 2021  |
| 3    | «Episodio 3» | Alejandro Amenábar | Alejandro Amenábar i Alejandro Hernández | 8 d'octubre 2021        |
| 4    | «Episodio 4» | Alejandro Amenábar | Alejandro Amenábar i Alejandro Hernández | 15 d'octubre de 2021    |
| 5    | «Episodio 5» | Alejandro Amenábar | Alejandro Amenábar i Alejandro Hernández | 22 d'octubre de 2021    |
| 6    | «Episodio 6» | Alejandro Amenábar | Alejandro Amenábar i Alejandro Hernández | 29 d'octubre de 2021    |